# Línea M-130 (Área de Málaga)
La línea M-130 era una ruta de transporte público en autobús interurbano del Consorcio de Transporte Metropolitano del Área de Málaga. Unía el distrito centro de Málaga con los núcleos de población de Campanillas y Santa Rosalía (Málaga).
Esta línea de autobús atendía, además, a los núcleos de San José del Viso, Intelhorce, y El Tarajal.
En la actualidad el trayecto lo cubre la línea 19 de la EMT de Málaga.

## Detalles de la línea
| Línea | Trayecto                                              | Frecuencia Media (Laborables) | Frecuencia Media (Sábados) | Frecuencia Media (domingos y festivos) |
| ----- | ----------------------------------------------------- | ----------------------------- | -------------------------- | -------------------------------------- |
| 19    | Paseo del Parque – Intelhorce – Campanillas - Maqueda | 20-35 minutos                 | 30-35 minutos              | 45-48 minutos                          |

| Línea | Trayecto                             | Recorrido y Horarios | Plano |
| ----- | ------------------------------------ | -------------------- | ----- |
| M-130 | Málaga-Santa Rosalía (por la MA-401) | Recorrido y Horarios | Plano |